# Junge Adler
Junge Adler ist ein deutscher Spielfilm der nationalsozialistischen Propaganda des Zweiten Weltkrieges, der sich insbesondere an Jugendliche richtete. Er stellt eine Gruppe Lehrlinge dar, die in einem Flugzeugwerk Bomberkanzeln bauen und dabei eine leistungsbereite Gemeinschaft entwickeln. Unter weitgehender Ausblendung der Realität des Krieges arbeitet der Film mit den Mitteln indirekter Propaganda. Hergestellt wurde er 1944 von der UFA-Film mit einer Spieldauer von 108 Minuten. Er wurde am 24. Mai 1944 in Berlin uraufgeführt. Sowohl die Drehbuchautoren Herbert Reinecker und Alfred Weidenmann, der auch Regie führte, als auch einige der jungen Darsteller wie Dietmar Schönherr, Hardy Krüger und Gunnar Möller machten nach 1945 Karriere in Film und Fernsehen.

## Handlung
Theo Brakke, der arrogante Sohn des Direktors eines Flugzeugwerkes, gewinnt eine Ruder-Regatta. Aufgrund schlechter schulischer Leistungen und gefährdeter Versetzung hätte er aber gar nicht teilnehmen dürfen. Sein Vater nimmt ihn nach einer Aussprache mit seinem Klassenlehrer aus der Schule und lässt ihn eine Lehre in seinem Flugzeugwerk beginnen, weil er sich von der dort vorherrschenden Kameradschaft eine Stärkung von Theos Charakter erhofft.
Theo behandelt die anderen Lehrlinge des Werkes zunächst mit verachtender Herablassung, obwohl er von diesen freundlich empfangen wird. Als Sohn des Direktors fühlt er sich den anderen überlegen. Alle Versuche seiner Kollegen und des Ausbilders Roth, Theo in die Gemeinschaft zu integrieren, scheitern. Erst als seine Kameraden ihn vor dem Ertrinken retten und vor der Entlassung durch seinen Vater bewahren, erkennt Theo, dass seine Überheblichkeit ein großer Fehler war.

## Rezeption
Der Film wurde am 24. Mai 1944 anlässlich des zehnjährigen Jubiläums des Filmschaffens der Hitlerjugend in Anwesenheit des Reichsjugendführers, hoher Parteifunktionäre und ausländischer Diplomaten uraufgeführt. Die Besprechungen in der nationalsozialistischen Presse waren durchweg positiv. Das Einspielergebnis betrug bis zum 12. Januar 1945 RM 4,5 Millionen, was in der Literatur einerseits als Zeichen für wirtschaftliches Versagen, andererseits im Hinblick auf die Produktionskosten von RM 2 Millionen als wirtschaftlicher Erfolg gewertet wird.
„Gut gefiel“ Propagandaminister Joseph Goebbels der Film, dessen propagandistische Funktion letzten Endes darin bestand, dass er „die Geschichte einer Gruppe von Lehrlingen“ erzählte, „die in einer Fabrik mit großem Enthusiasmus halfen, Bombenflugzeuge herzustellen“, und auch, was die meisten Unterhaltungsfilme damals vermieden, „Hakenkreuzfahnen und HJ-Uniformen“ präsentierte. Goebbels bedauerte, dass der Film beim Publikum eher ein Misserfolg war, was daran lag, so vermutete er, dass man „augenblicklich keine politischen Filme sehen will.“
Der Sozialwissenschaftler Horst Pöttker verwies 1994 darauf, wie innovativ der Film mit seiner dynamischen Ästhetik und seinen schnellen Schnitten gewesen sei: „Junge Adler war der späte, vom Regime lange erhoffte Durchbruch des bis dahin konventionell gebliebenen NS-Jugendfilms.“
Die Alliierten verhängten 1945 über den Film ein Aufführungsverbot, da mit dem Propagandafilm die Kriegsbegeisterung der Jugend entfacht werden sollte.
Die FSK revidierte die 1980 erteilte Freigabe „ab 6 Jahre“ im Jahr 1996 auf das Kennzeichen „nicht freigegeben unter 18 Jahren“. Zahlreiche Themen und Klischees in dem Film sind demnach dazu geeignet, die NS-Zeit zu verklären und damit zu verharmlosen. Der Film genießt in rechtsextremen Kreisen besondere Aufmerksamkeit. Als der Film 1997 im Zeughauskino des Deutschen Historischen Museums gezeigt wurde, kam es – bei der Filmeinführung durch einen Filmhistoriker – zu massiven Störungen durch Alt-Nazis und Neonazis.

## Hintergrund
Mit dem Film Junge Adler wurde versucht, eine Antwort auf Goebbels Losung vom „totalen Krieg“ zu geben. Er zeigt eine in der Rüstungsindustrie engagierte Jugend. Die Konzeption als Jugendpropagandafilm wurde Alfred Weidenmann übertragen, der sich bereits einen Namen als Jugendbuchautor und Fotograf gemacht hatte und die Hauptabteilung Film in der Reichsjugendführung leitete. Weidenmann zog seinen Freund Herbert Reinecker hinzu, der auch im Presse- und Propagandaamt der Reichsjugendführung gearbeitet hatte. Reinecker entwarf das Drehbuch, an welchem außer Weidenmann auch Wolfgang Liebeneiner beteiligt war.
Neben bekannten Schauspielern wie Willy Fritsch, Albert Florath und Paul Henckels traten die noch unbekannten Dietmar Schönherr, Hardy Krüger und Gunnar Möller auf. Krüger und viele andere der jugendlichen Darsteller hatte Weidenmann unter den Schülern der NS-Ordensburg Sonthofen, einer Adolf-Hitler-Schule, ausgesucht. Die Dreharbeiten erfolgten in den Ernst Heinkel Flugzeugwerken in Oranienburg und Rostock sowie in der Umgebung von Warnemünde. In dem autobiographischen Roman Tadellöser & Wolf von Walter Kempowski werden Dreharbeiten zu dem Film beschrieben, an denen der Erzähler als Statist mitwirkt. Als ins Auge gefasster Titel für den Film wird dort Schritt ins Leben genannt.
Die Handlung des Films orientiert sich an der nationalsozialistischen Erziehungskonzeption, dass traditionelle Erziehungsinstanzen wie das Elternhaus durch die Hitlerjugend bzw. die Gemeinschaft Gleichaltriger nach dem Motto, „Jugend muß von Jugend geführt werden,“ abgelöst werden. So gibt Theos Vater den Erziehungsauftrag bewusst aus der Hand. Die Erwachsenen im Film greifen kaum erzieherisch ein. Während der Individualist Theo in der Gemeinschaft aufgeht, bleibt dem Musiker Wolfgang zwar sein Künstlertum erhalten, aber er stellt es in den Dienst der Gemeinschaft, für die er einen Lehrlingsmarsch komponiert. Dies entspricht der Forderung Goebbels’, Kunst sei als Dienst an der Volksgemeinschaft aufzufassen. Insgesamt ist der Film durch eine Intellektualitätsfeindlichkeit gekennzeichnet, bei der sich die körperliche Arbeit der Lehrlinge positiv vom verweichlichten gymnasialen Schulumfeld abhebt. Auch unterschwellige Anspielungen auf die Swing-Jugend sind enthalten. Dagegen wird getreu der Forderung Goebbels’ nach indirekter Propaganda der Hintergrund des Krieges weitgehend ausgeblendet. Die Produktion der Rüstungsfabrik wird nicht etwa durch einen Bombenangriff, sondern durch einen Werksbrand zerstört. Die Lehrlinge leisten daraufhin zusätzlich nächtliche Sonderschichten. So appelliert der Film indirekt an die Jugendlichen, um ihnen höchste Leistungsbereitschaft für den Kriegseinsatz abzufordern.

## Trivia
In der Lateinstunde wird Horaz Hor.c.1,1: Widmung an Maecenas gelesen.